# Трач Володимир Михайлович

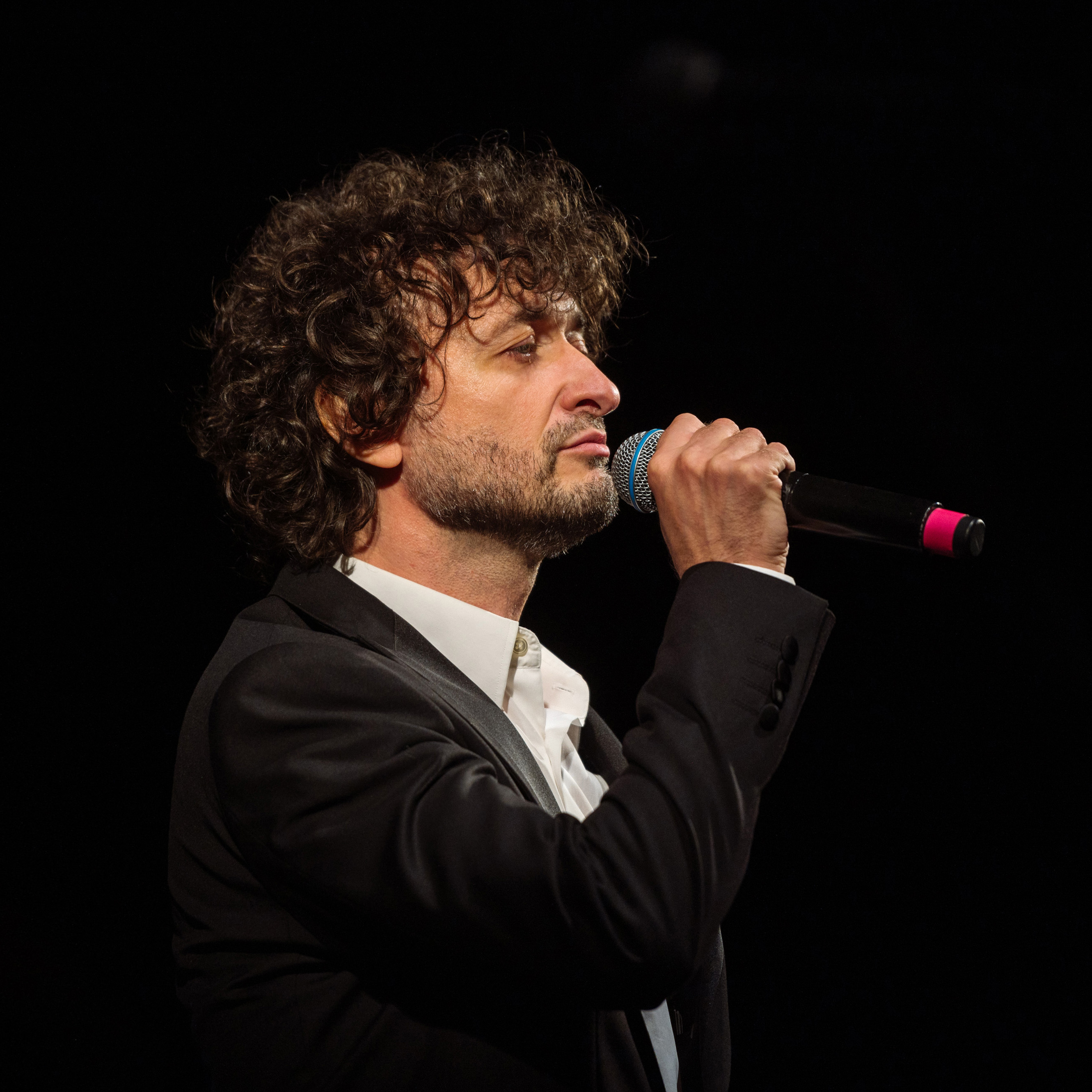

Володимир Михайлович Трач, також відомий як TRACH (нар. 4 квітня 1975, м. Тернопіль) — український співак (тенор), музикант, композитор, актор театру та дубляжу, волонтер. Заслужений артист України (2009).

## Життєпис
Володимир Трач народився 4 квітня 1975 року в місті Тернополі.
Навчався у Тернопільській середній школі № 20, Тернопільській музичній школі № 1 (клас — цимбали). Закінчив Тернопільське музичне училище (1994), Київський національний університет культури та мистецтв (1999),
молодіжну театр-студію «Міст» (2009, м. Київ).
Був учасником театру пісні «Літопис» Тернопільської академії народного господарства (1993—1994, нині Західноукраїнський національний університет), київського вокального секстету «ManSound» (1996—2011), з яким гастролював в Австрії, Голландії, Естонії, Литві, Німеччині, Польщі, США (зокрема Lionel Hampton Jazz Festival), Швейцарії, Азербайджані, Білорусі, Грузії, РФ та інших країнах; також у Тернополі (2006, 2009).
Від 2011 року соліст оркестру телевізійного шоу «Танці на паркеті», учасник шоу «Х-Фактор» та «Голос країни» (п'ятий сезон). 2019 року відбувся перший сольний концерт у Києві. Співпрацював з музикантами та авторами пісень Андрієм Підлужним, Гайтаною, Nanna та іншими.
Під час широкомасштабного російського вторгнення є учасником багатьох благодійних акцій та концертів на підтримку Збройних сил України. А пісня «Жито» на слова Івана Коваля з альбому «Жити» увійшла до підручника з української літератури за 7 клас (автор Олександр Авраменко).

## Творчість

### Дискографія

#### Альбоми
- 2003 — «Slavic Roots» (ManSound)
- 2004 — «If it's Magic» (ManSound)
- 2006 — «Гімн України» (ManSound)
- 2006 — «Під облачком» & Оксана Білозір (ManSound)
- 2008 — «Voyage» (ManSound)
- 2024 — «Жити» (TRACH)[7]

#### Сингли
- 2015 — «Серед тисячі людей» (з Nanna)
- 2016 — «Знаєш», «Ти кохання мого життя», «Серце» (з Nanna)
- 2017 — «Літній дощ», «Не говори», «На 9 поверсі» (з Nanna), Зоренька» (переспів пісні Миколи Мозгового)
- 2018 — «Моя»
- 2019 — «Незнайомці», «Вигадав», «Пташка»
- 2020 — «Звуки», «Я буду танцювати» (з Nanna)
- 2021 — «Човен»
- 2023 — «Жито»[8], «Ниточка»[9], «Чати», «Янголи в небі» (колядка)
- 2024 — «Самота»

### Фільмографія

#### Дублювання
- 2011
  - «Фінеас і Ферб»
  - «Три мушкетери: Міккі, Дональд, Гуфі»
- 2012
  - «Качині історії»
  - «Тарзан»
  - «Попелюшка»
- 2013
  - «Крижане серце»
  - «Пригоди імператора»
  - «Гобіт: Несподівана подорож»
- 2014
  - «Порятунок містера Бенкса»
  - «Пригоди імператора 2: Пригоди Кронка»
- 2017
  - «Коко»
  - «Піноккіо»
  - «Покахонтас»
  - «Покахонтас II: Подорож у Новий Світ»
  - «Випромінюй позитив»
  - «Пригоди Ікабода і містера Скрека»
- 2018
  - «Бембі»
  - «Пітер Пен»
- 2019
  - «Король Лев»
  - «Аладдін»
  - «Крижане серце 2»
  - «Мері Поппінс повертається»
  - «Відьмак»
  - «Книга джунглів»
- 2020
  - «Різдвяні хроніки. Частина друга»
- 2021
  - «Енканто: Світ магії»
  - «Щенячий патруль у кіно»
  - «Кентавросвіт»
  - «Дивовижна подорож Віво»
  - «Мчи пес, мчи»
- 2022
  - «Матильда: Мюзикл»
  - «Мій домашній крокодил»
  - «Морське чудовисько»
  - «Скрудж: Різдвяна пісня»
- 2023
  - «Вонка»
  - «Сила принцес»
  - «Бажання»
- 2024
  - «Сенді Щікс: Порятунок Бікіні Боттом»
  - «Планктон»

### Ролі в театрі
- Жаба, «Дюймовочка» Г.-К. Андерсена;
- Римський консул Гай-Юлій, «Химерна Мессаліна» Нети Нежданої;
- «Ніч блазнів»;
- «Збуреніє пекла»;
- «Івонна, принцеса Бургундії».

## Нагороди
- заслужений артист України (14 грудня 2009) — за вагомий особистий внесок у розвиток культурно-мистецької спадщини України, високу професійну майстерність та активну участь у проведенні Фестивалю мистецтв України[10].